# Omnibusové šetření
Omnibusové šetření (popř. omnibusový výzkum nebo jen omnibus) je druh statistického šetření. Jedná se o vícetematické a v pravidelných intervalech opakované kvantitativní šetření veřejného mínění pro více zadavatelů.

## Základní principy
Respondenti zapojení do omnibusového šetření mohou být tvořeni náhodným reprezentativním výběrem vzorku populace nebo výběrem na základě nějakých upřesňujících parametrů (např. věk, pohlaví).
Omnibus slouží ke zjištění názoru veřejnosti na libovolnou otázku (popř. více otázek) zvolenou zadavatelem.

### Vícetematičnost
Při omnibusovém šetření je spojeno více, často naprosto nesourodých, témat jako například politické preference voličů, životní prostředí nebo marketingové otázky.  Díky propojení široké škály témat a pro větší počet zadavatelů je tento typ dotazování výhodný nejen pro zadavatele otázek, ale i pro samotné marketingové agentury, které omnibusové šetření provádějí.

### Výhody omnibusového šetření
Nejvýraznější výhodou je snížení ceny výzkumu. Spojením otázek od různých zadavatelů jsou sníženy náklady pro tyto zadavatele, kteří by za jiných podmínek museli vynaložit daleko větší úsilí a náklady na organizaci a provedení samostatného výzkumu.
Zadavatel ve většině případů platí nejprve za vstup do omnibusu, celková cena se pak odvíjí od počtu otázek a jejich složitosti (většinou je snaha vyhnout se příliš dlouhým a komplikovaným otázkám), přičemž při zvyšujícím se počtu otázek bývá zadavateli poskytnuta určitá sleva.
Mezi další výhody tohoto šetření patří například rychlost získání dat, využití osvědčených metodik, spolehlivost, která se projevuje zejména při dlouhodobém sledování různých otázek, dále pak také možnost zařazení i menšího počtu dotazů. To je umožněno také proto, že doplňující otázky sloužící k vyhodnocení dalších otázek (tzv. sociodemografické charakteristiky neboli demografické otázky, které se zaměřují například na pohlaví, věk, rodinný stav, region apod.) jsou součástí výzkumu automaticky a náklady na ně se tak dělí mezi všechny zadavatele, respektive klienty marketingové agentury.
Výhodou pro marketingové agentury, provádějící tento druh výzkumu, je především pravidelnost. Díky pravidelnému provádění zmiňovaných šetření si mohou lépe naplánovat své aktivity, a nabídnout tak své služby více zákazníkům. Například v České republice nabízí většina agentur omnibusové šetření formou osobního dotazování u tisíce respondentů s frekvencí opakování šestkrát ročně.

### Nevýhody omnibusového šetření
Strategickou nevýhodou omnibusového šetření je to, že na sebe jednotlivá témata nenavazují. Tím, že nemusí být témata vnitřně propojena, může dojít k částečnému zmatení respondenta, který poté poskytne stereotypní odpověď.

### Možnosti provedení šetření
Omnibusové šetření je, stejně jako skoro každý jiný typ dotazníku nebo výzkumu, možné provést hned několika způsoby. Mezi základní cesty, jakými mohou být respondentovi položeny požadované otázky patří osobní rozhovor, telefonický rozhovor nebo nejrůznější formy dotazníků zaslaných e-mailem nebo dostupných online.
- Telefonický omnibus (tzv. CATI omnibus) je výhodný v tom, že umožňuje zacílit takřka na celou populaci téměř bez omezení, zároveň je způsobem výběru respondentů (tj. náhodná kombinace telefonního čísla) zaručena správnost metodiky výběru respondentů.

- Online omnibus (tzv. CAWI omnibus) je levnější a rychlejší než telefonický výzkum a poskytuje možnost zapojení obrazového materiálu či videa.[12] Nevýhodou je, že je dotazována pouze internetová populace.

- F2F omnibus (neboli face-to-face rozhovor, tedy osobní rozhovor) bývá prováděn na ulici nebo například přímo doma u respondenta. Zaznamenání odpovědí provádí respondent buď klasicky na papír[7] nebo za pomoci tzv. CAPI technologie (tj. metoda, při níž respondent zaznamenává odpovědi do počítače, což zároveň umožňuje využití obrazového materiálu nebo videa).[13]

## Příklady omnibusového šetření v Česku

### Hazardní a počítačové hry
V roce 2014 bylo provedeno omnibusové setření v ČR na základě modulu otázek zaměřených na hraní hazardních her a trávení času hraním počítačových her a on-line aktivitami. Z celkových 2204 náhodně vybraných osob bylo vybráno 1810 respondentů starších 15 let; 1662 osob bylo ve věku mezi 15-64 let. Byly sledovány pouze zkušeností s hraním vybraných typů hazardních her v kamenných provozovnách, nikoliv s drobným sázením. Celoživotní zkušenost s hraním hazardních her mělo celkem 53,5 % (64,5 % mužů a 43,1 % žen), s loteriemi 43,1 %. Zkušenosti s hraním ostatních typů her činily 16–33 %.

### Pivo a český spotřebitel
FOCUS, Marketing & Social Research provedl v roce 2015 omnibusové šetření týkající se konzumace piva v České republice. Dotázáno bylo 1020 respondentů ve věku 18 a více let: alespoň 772 někdy pije pivo nebo pivní nápoje. 48 % konzumentů udává, že vypije nejvýše dva půllitry týdně, 44 % mezi třemi a deseti půllitry, 8 % více než deset půllitrů týdně. Nízkou spotřebu piva mají ženy (75% udává nejvýše 2 půllitry týdně), lidé se SŠ s maturitou nebo vysokoškolským vzděláním, nezaměstnaní, lidé v domácnosti a studenti. Konzumenti, kteří vypijí více než 11 půllitrů týdně, jsou mezi pravidelnými kuřáky, muži, manuálně pracujícími, lidmi s příjmy, geograficky v Praze, regionech Severozápad a Severovýchod.